# Aneflomorpha texana
Aneflomorpha texana es una especie de escarabajo longicornio del género Aneflomorpha, tribu Elaphidiini, subfamilia Cerambycinae. Fue descrita científicamente por Linsley en 1936.

## Descripción
Mide 10-17 milímetros de longitud.

## Distribución
Se distribuye por Estados Unidos y México.